# Seabrook (Texas)
Seabrook es una ciudad ubicada en el condado de Harris en el estado estadounidense de Texas. En el Censo de 2010 tenía una población de 11952 habitantes y una densidad poblacional de 216,95 personas por km².

## Geografía
Seabrook se encuentra ubicada en las coordenadas 29°35′35″N 94°59′36″O / 29.59306, -94.99333. Según la Oficina del Censo de los Estados Unidos, Seabrook tiene una superficie total de 55.09 km², de la cual 13.79 km² corresponden a tierra firme y (74.97%) 41.3 km² es agua.

## Demografía
Según el censo de 2010, había 11952 personas residiendo en Seabrook. La densidad de población era de 216,95 hab./km². De los 11952 habitantes, Seabrook estaba compuesto por el 84.98% blancos, el 4.07% eran afroamericanos, el 0.47% eran amerindios, el 4.43% eran asiáticos, el 0.03% eran isleños del Pacífico, el 3.44% eran de otras razas y el 2.58% pertenecían a dos o más razas. Del total de la población el 14.23% eran hispanos o latinos de cualquier raza.

## Transporte
La División de Servicios de Tránsito del Condado de Harris gestiona servicios de transporte.

## Educación
El Distrito Escolar Independiente de Clear Creek gestiona escuelas públicas.
La Biblioteca Pública del Condado de Harris gestiona la Biblioteca Sucursal Evelyn Meador.